# Vesterby (Fejø)
 For alternative betydninger, se Vesterby. (Se også artikler, som begynder med Vesterby)
Vesterby er den største landsby på Fejø. I Vesterby ligger øens færgeleje, hvorfra færgen afgår til Kragenæs på Lolland – turen tager 15 minutter. Landsbyen (og øen) ligger i Lolland Kommune og hører under Region Sjælland.
Byen havde tidligere en stubmølle , men i 1924 blev den erhvervet af Alex Holch og genopført på Frilandsmuseet i Maribo, der i dag er en del af Museum Lolland-Falster. Den er formentlig fra 1600-tallet. Den første skriftlige kilde er fra 1824. Fra 1833 til salget i 1924 var den ejet af den samme familie, og den var i brug helt frem til 1921.